# Betriebszentrum IT-System der Bundeswehr
Das Betriebszentrum IT-System der Bundeswehr (BtrbZ IT-SysBw; kurz BITS) in der Tomburg-Kaserne am Hauptstandort Rheinbach in der Voreifel stellte IT-Services für den Grundbetrieb und die Einsätze der Bundeswehr bereit. Es war dem Kommando Informationstechnik der Bundeswehr (KdoITBw) in Bonn unmittelbar unterstellt. Es wurde am 1. April 2023 in das Kommando Informationstechnik-Services der Bundeswehr umgegliedert.
Kernauftrag des BITS war die Bereitstellung von IT-Services für die Bundeswehr, insbesondere die Gewährleistung der Kernführungsfähigkeit der Bundeswehr und Streitkräfte im Einsatz – jederzeit und weltweit.
Das Aufgabenspektrum und Leistungsportfolio des BITS wurde durch seine Fähigkeiten zur IT-Unterstützung von Einsätzen und einsatzgleichen Verpflichtungen der Bundeswehr, Dauereinsatzaufgaben und Übungen der Streitkräfte sowie Auslandsdienststellen im Geschäftsbereich des Bundesministeriums der Verteidigung (BMVg) bestimmt. Hier arbeitete das BITS im Auftrag des KdoITBw und in Abstimmung mit der BWI für alle Dienststellen und Truppenteile der Bundeswehr im In- und Ausland.
Der Einsatz und Betrieb des IT-Systems der Bundeswehr wurde in täglicher Zusammenarbeit mit militärischen Organisationsbereichen und zivilgewerblichen Leistungserbringern geplant und gesteuert sowie rund um die Uhr überwacht.

## Gliederung
In Rheinbach, Mechernich, Gelsdorf, Gerolstein und Kastellaun stellten 750 militärische und zivile Mitarbeiter über 480 IT-Services für den Grundbetrieb und die Einsätze der Bundeswehr bereit.
Das BITS gliederte sich in die Abteilungen Führung, IT-Management, Communication Services, Information Services Delivery und Operations und das Stabsquartier. Die Leitung der Dienststelle oblag dem Kommandeur sowie dem stellvertretenden Kommandeur und Chef des Stabes.

## Wappen
Das Wappen Betriebszentrum IT-Systems der Bundeswehr zeigte einen Schild in den Farben der Bundesrepublik Deutschland – Schwarz, Rot und Gold. Dieses wird von einem goldenen Schildrahmen umschlossen, aus dessen oberen beiden Ecken sich zwei Blitze, das militärische Symbol für das Fernmeldewesen, in der Schildmitte kreuzend bis zum Schildfuß erstrecken. Von den so entstandenen Vierteln, sind das obere und untere Schildfeld in rot, und das linke und rechte Schildfeld in schwarz gehalten. Im oberen roten Schildfeld prangt ein schwarz-silbernes „Eisernes Kreuz“. Im unteren Schildfeld ist ein stilisierter golden umrahmter Globus auf silbernem Grund, der durch einfache schwarze Linien in Form der Breiten- und Längengrade dargestellt wird.

## Geschichte
Das Betriebszentrum IT-System der Bundeswehr wurde Anfang 2013 in der Tomburg-Kaserne am Hauptstandort Rheinbach aufgestellt. Es wurde durch die organische Zusammenführung verschiedener Gruppen und Dezernate der bisherigen Abteilung Führungsunterstützung (G 6) des aufgelösten Streitkräfteunterstützungskommandos und durch strukturelle Überführung vorhandener Teile des Führungsunterstützungsregimentes 28 sowie des Bundesamtes für Informationsmanagement und Informationstechnik der Bundeswehr durchgeführt. Seit 1. Juli 2017 gehört das BITS zum Organisationsbereich Cyber- und Informationsraum (OrgBer CIR). Das BITS ist dem KdoITBw in Bonn unmittelbar unterstellt.
| Nr. | Name                           | Beginn der Amtszeit | Ende der Amtszeit  |
| --- | ------------------------------ | ------------------- | ------------------ |
| 1   | Brigadegeneral Wolfgang Renner | 1. Januar 2013      | 8. März 2018       |
| 2   | Oberst Rainer Beeck            | 8. März 2018        | 18. Oktober 2018   |
| 3   | Brigadegeneral Ralf Hoffmann   | 18. Oktober 2018    | 23. September 2021 |
| 4   | Oberst Norbert Schmidt         | 23. September 2021  | 5. August 2022     |
| 5   | Brigadegeneral Jörg Rüter      | 5. August 2022      | –                  |